# Nold Halder
Nold Halder (* 31. Oktober 1899 in Zürich; † 1. Februar 1967 in Aarau; heimatberechtigt in Lenzburg) war ein Schweizer Lehrer, Bibliothekar und Archivar.

## Leben und Wirken
Nach dem Besuch des Lehrerseminars in Wettingen studierte Nold Halder zwischen 1919 und 1927 an der Universität Genf, der Universität Bern und der Universität Dijon. Parallel zu seinen Studien war er 1920 bis 1926 als Lehrer an der Gymnasialabteilung des Landerziehungsheims Grünau in Wabern bei Bern tätig. 1927 erwarb er das aargauische Sekundarlehrerpatent und wurde vom Regierungsrat als Lehrer, Bibliothekar und Archivar an die kantonale Strafanstalt Lenzburg gewählt, wo er in den folgenden Jahren u. a. eine gewerbliche Fortbildungsschule für erwachsenen Sträflinge aufbaute. 1942 übernahm Halder die Leitung der Strafanstalt St. Gallen und der ihr angegliederten Strafkolonie Saxerriet. 1947 verliess er diesen Posten, um die auf ihn gefallene Wahl als aargauischer Staatsarchivar und Kantonsbibliothekar anzunehmen. Als Staatsarchivar befasste sich Nold Halder neben der täglichen Arbeit mit der Flurnamenforschung und mit der Bereinigung der Gemeindewappen.
1928 war Halder Mitbegründer der «Vereinigung für Natur und Heimat», die ab 1930 die Lenzburger Neujahrsblätter herausgab, von denen er die ersten 13 Jahrgänge redigierte. Auch an der Gründung des Heimatmuseums in Lenzburg 1937 war Halder massgeblich beteiligt. Des Weiteren publizierte er Verschiedenes zu heraldischen und verschiedenen historischen Themen, sammelte Sagen und verfasste Theaterstücke.
Der Nachlass von Nold Halder befindet sich im Staatsarchiv Aargau.

## Archivalien
- Dossier mit Lebenslauf etc. In: Staatsarchiv Aargau (CH-000051-7), Signatur NL.A-0070/0020.

## Werke (Auswahl)
- Die grossartige Auswanderung des Andreas Dietsch und seiner Gesellschaft nach Amerika, 1978.
- Nachruf für den Missionar Johannes Meyer (1814–1847) In: Argovia. Jahresschrift der Historischen Gesellschaft des Kantons Aargau, Bd. 68–69, 1958, S. 537–539 (Digitalisat).
- Geschichte des Kantons Aargau. Erster Band. Gründung, Aufbau, Festigung 1803–1830, 1953.
- Leben und Sterben des berüchtigten Gauners Bernhart Matter, 1947.
- Aus einem alten Nest. Sagen und Spukgeschichten aus Lenzburg, 1923.